# Manoir Kovalevsky
Le Manoir Kovalevsky (en ukrainien : Особняк Ковалевського (Київ)) est un édifice situé rue Pylypa Orlyka à Kiev, en Ukraine. 
Il n’existe pas d’opinion établie concernant l’origine de Mykola Viktorovich Kovalevsky. Selon une version populaire, il venait du gouvernement de Grodno, de la famille Kovalevsky, qui depuis 1841 était incluse dans la partie VI du livre de noblesse provincial , c'est-à-dire qu'il avait des origines anciennes et nobles. Selon les chercheuses Maria Kadomska et Olena Mokrousova, du côté maternel, le client du manoir de Lypky, à Kiev, était l'arrière-arrière-petit-fils du premier souverain du gouvernorat de Katerynoslav, Ivan Maksymovych Synelnykov (1741-1788), et un descendant direct de l'hetman de la rive gauche de l'Ukraine, Danylo Apostol (1658-1734). Nikolaï Viktorovitch Kovalevski venait en réalité de la noblesse héréditaire de la province d'Ekaterinoslav. Sa famille possédait des domaines considérables dans les provinces de Tavria, Kharkov et Ekaterinoslav  

## Histoire du palais
Le palais a été construit entre 1909 et 1913 par Pavel Aliochine pour Mykola Kovalevsky. En L avec une tourelle d'angle, il possède un jardin intérieur ayant une fontaine.

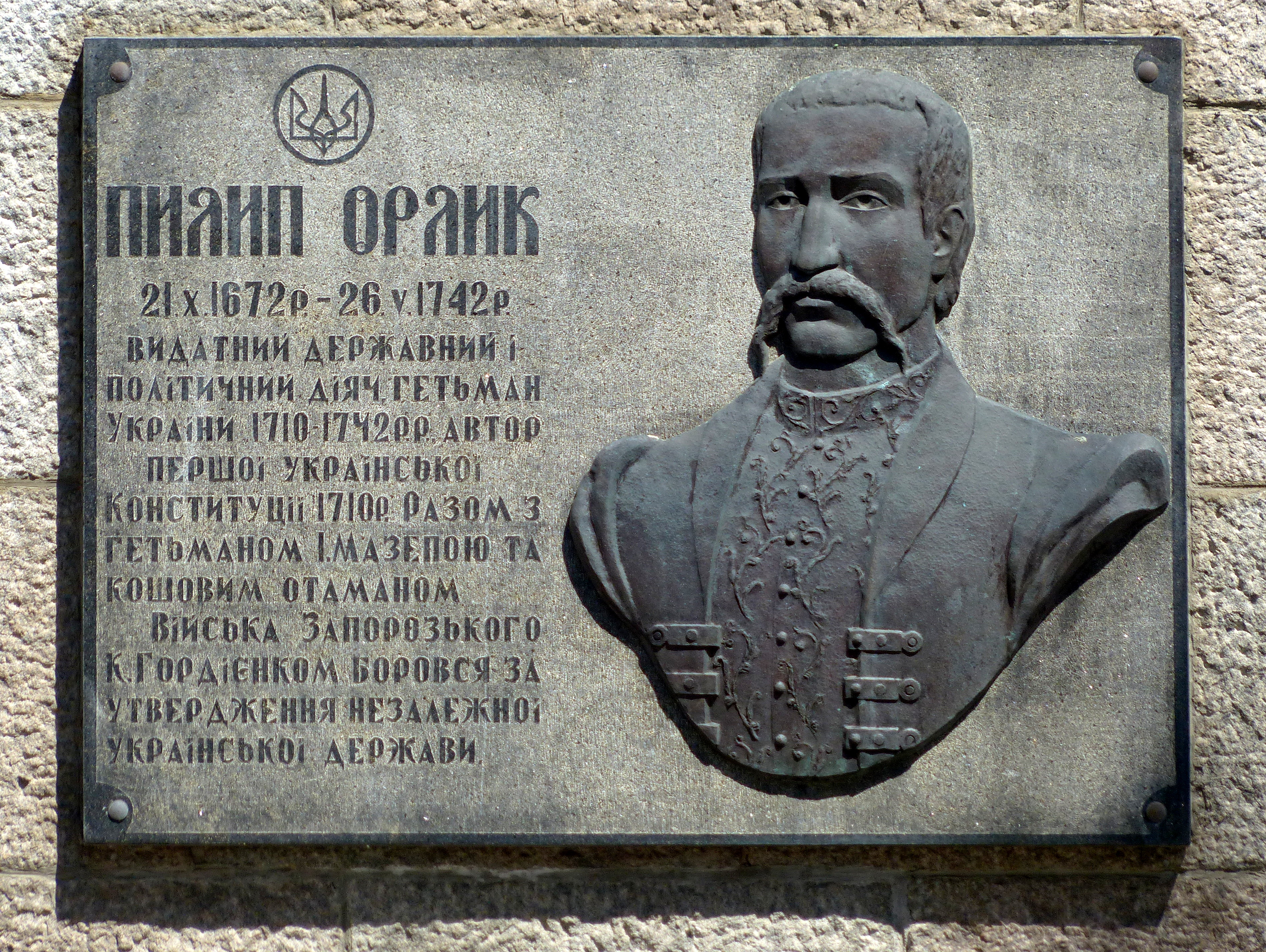
M. Kovalevsky
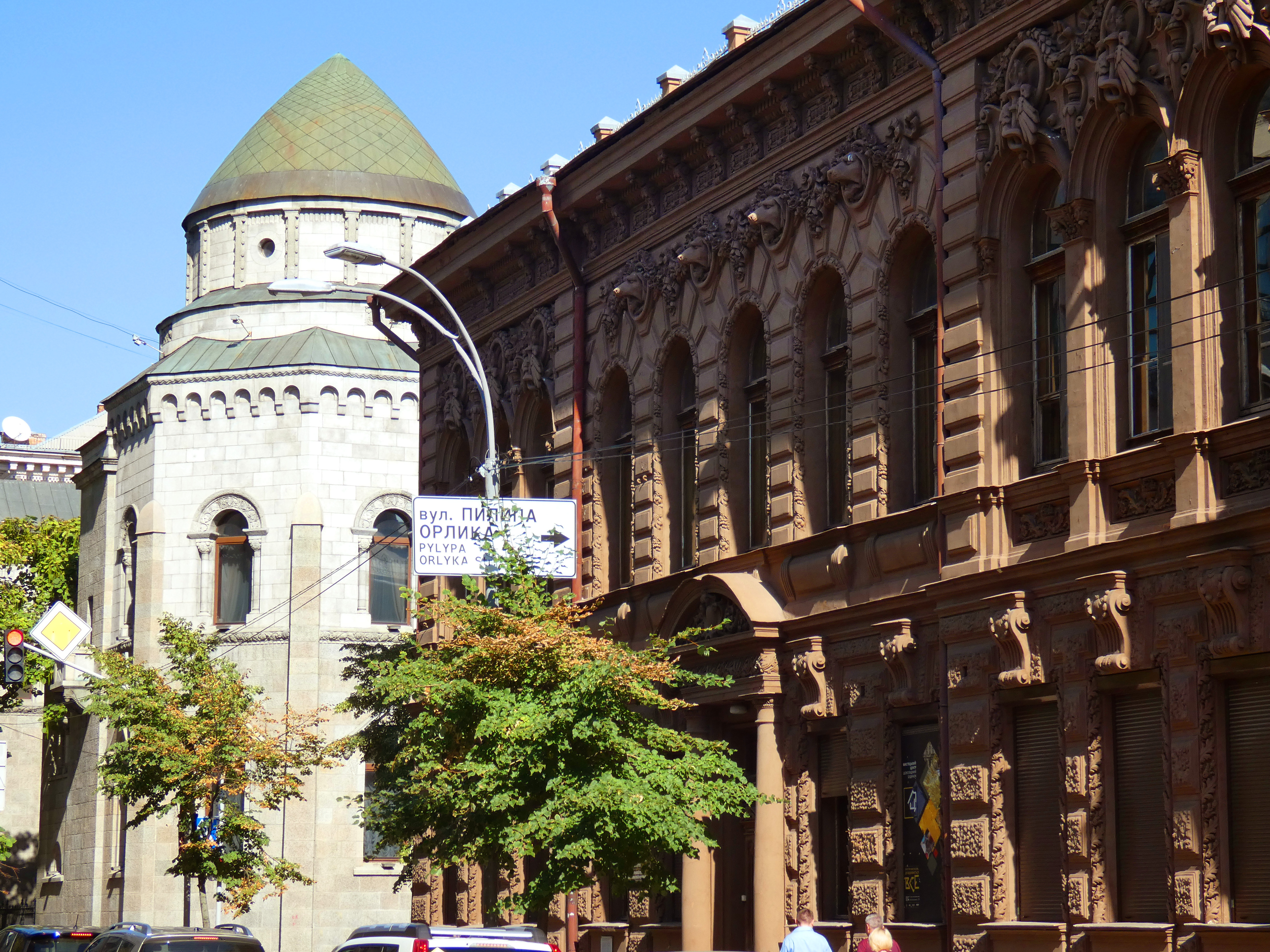
façade sur rue.